# مارک تویترت
مارک تویترت (انگلیسی: Mark Tuitert؛ زادهٔ ۴ آوریل ۱۹۸۰) اسکیت‌باز سرعت اهل هلند است.